# Дмитровське (селище, Новгородська область)
Дмитровське (рос. Дмитровское) — селище в Пестовському районі Новгородської області Російської Федерації.
Населення становить 17 осіб. Входить до складу муніципального утворення Богословське сільське поселення.

## Історія
Від 2004 року входить до складу муніципального утворення Богословське сільське поселення

## Населення
| 2009 | 2010 |
| ---- | ---- |
| 14   | ↗17  |